# اتفاقية لندن لمنع التلوث البحري الناتج عن تصريف الفضلات والمواد الأخرى

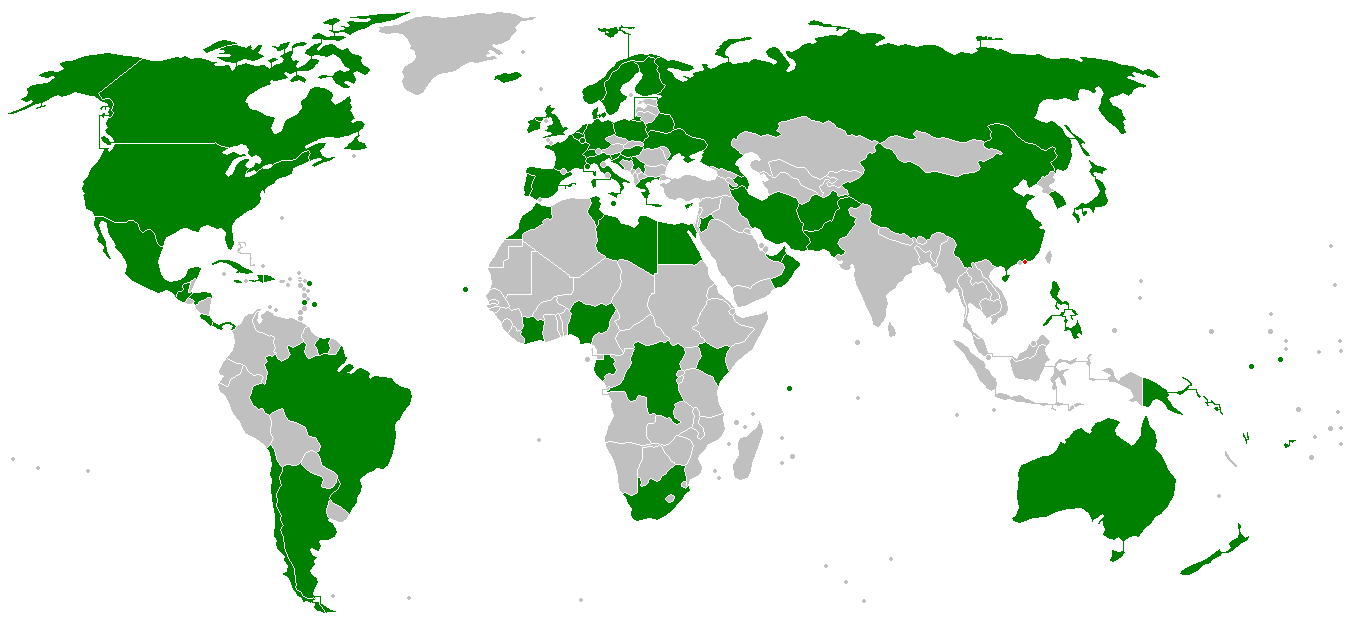
الموقعون على اتفاقية لندن.

اتفاقية لندن لمنع التلوث البحري الناتج عن تصريف الفضلات والمواد الأخرى عام 1972 والتي تدعى بصورة شائعة بـ«اتفاقية لندن» أو «LC '72» كما تٌختصَر أيضًا بمصطلح التصريف البحري، هي معاهدة للسيطرة على تلوث البحر الناتج عن التصريف ولتشجيع المعاهدات الإقليمية المكملة لهذه الاتفاقية. تغطي التخلص المُتعمَّد من الفضلات والمواد الأخرى في البحر عبر السفن، والطائرات، والمنصات. لا يغطي التخلص من الموارد الأرضية مثل الأنابيب والمصبات والنفايات المتولدة عن التشغيل العادي للسفن أو وضع المواد لغايات أخرى غير التخلص منها، شريطة ألا يتعارض ذلك مع أهداف الاتفاقية. دخلت حيز التطبيق عام 1975. وحتى سبتمبر عام 2016، كان هناك 89 طرفًا في الاتفاقية.

## خلفية
دعا إلى الاتفاقية مؤتمر الولايات المتحدة حول البيئة البشرية (يونيو 1972، ستوكهولم)، كُتِبت مسودة المعاهدة في مؤتمر الحكومات حول اتفاقية التخلص من الفضلات في البحر (13 نوفمبر 1972، لندن) وبدأ التوقيع عليها في 28 ديسمبر 1972. دخلت حيز التطبيق في 30 أغسطس 1975 عندما صدقت عليها 15 دولة. حتى 1 أكتوبر 2001، كان هناك 78 طرفًا مشمولًا في الاتفاقية. تعمل الإدارة الدولية للاتفاقية من خلال لقاءات استشارية تُعقَد في مقر المنظمة البحرية الدولية في لندن.
تتألف اتفاقية لندن من 22 بندًا وثلاثة ملاحق. تتبع منهج «قائمة سوداء/ قائمة رمادية» لتنظيم التصريف في المحيط، قد لا يجري تصريف مواد الملحق الأول (القائمة السوداء) بشكل عام في المحيط، رغم أنه قد يكون مسموحًا بتصريف بعض مواد الملحق الأول إذا كانت موجودة على أنها «ملوثات ضئيلة» أو «ذوابة بشكل سريع وغير ضار» وتتطلب مواد الملحق الثاني (القائمة الرمادية) «عناية خاصة». يحدد الملحق الثالث العوامل التقنية العامة التي يجب مراعاتها عند وضع معايير لإصدار تصاريح التصريف في المحيط.
الهدف الرئيسي من اتفاقية لندن هو منع التخلص العشوائي من الفضلات في البحر والتي قد تكون مسؤولة عن إحداث مخاطر على صحة الإنسان، أو الإضرار بالموارد الحية والحياة بالحرية، أو المرافق المتضررة أو التدخل في الاستخدامات الأخرى المشروعة للبحر. توسع نطاق اتفاقية عام 1972 لتشمل «جميع المياه البحرية غير المياه الداخلية» للدول، وتمنع تصريف مواد خطرة معينة. كما يتطلب الأمر تصريحًا خاصًا مسبقًا من أجل تصريف عدد من المواد المحددة الأخرى وتصريحًا عامًا مسبقًا للفضلات أو المواد الأخرى.